# Distretto di Upahuacho
Il distretto di Upahuacho è uno degli otto distretti della provincia di Parinacochas, in Perù. Si trova nella regione di Ayacucho e si estende su una superficie di 587,35 chilometri quadrati.

Istituito il 10 aprile 1961, ha per capitale la città di Upahuacho; nel censimento del 2005 contava 2.134 abitanti.